# کاتیا ریپی
کاتیا ریپی (انگلیسی: Katja Riipi؛ زادهٔ ۲۶ اکتبر ۱۹۷۵) بازیکن هاکی روی یخ اهل فنلاند است.